# Pocket Planes
Pocket Planes je obchodní simulační videohra vyvinutá společností NimbleBit pro iOS. Byla vydána 14. června 2012. V říjnu 2012 byla hra dostupná v Mac App Store. Verze pro Android, portovaná a publikovaná společností Mobage, byla vydána 22. září 2012. Hra byla odstraněna 24. září 2015 z obchodu Google Play, ale 17. března 2022 byla do Google Play opět přidána. Tato aplikace byla také odstraněna z britského App Store pro iOS, ale je stále k dispozici v App Store v USA, Kanadě a Austrálii.

## Hratelnost
V Pocket Planes se hráči ujímají role výkonného ředitele letecké společnosti. Počínaje několika letišti a malými letadly hráči přepravují malé množství nákladu a cestujících na krátké vzdálenosti. Jak pomalu získávají zisk ze svých letů, staví více letišť, kupují lepší letadla a rozšiřují svoji leteckou společnost na mezinárodní úrovni. 
Vzorec určuje, jaký zisk bude z letu vydělán, v závislosti na vzdálenosti, rychlosti letadla a množství nákladu použitého na trase. Naplnění letadla položkami nebo lidmi, kteří jdou do stejného cíle, získá bonus 25% za každou položku. Hráči mohou také dokončit události, které zahrnují přepravování speciálních předmětů a lidí do určeného cíle. Po dokončení těchto událostí jsou hráči oceněni Buxy, které se používají k nákupu letadel a nákupu dalších výhod, jako jsou upgrady a schopnost urychlit lety.

## Vypnutí pro Android
Dne 24. září 2015 společnost, která hru přenesla na Android, Mobage, vypnula své herní servery pro Pocket Planes a další hry NimbleBit včetně Pocket Frogs a Tiny Tower a následně tyto soubory stáhla z obchodu Google Play.

## Recepce
Recenzenti hru hodnotili příznivě. Je držitelem skóre 78/100 na agregovaném Metacritic a kategorizuje jej jako „Obecně příznivé recenze“ na základě 17 recenzentů. Gamezebo.com jej ohodnotil 4,5 hvězdičkami z 5 a uvedl: „NimbleBit vás opět upustil uprostřed vesmíru, který má pocit, že byl postaven právě pro vás, a naplnil jej hlubší a přesvědčivější misí“. 
Ryan Rigney z Wired však napsal, že úspěch hráče nesouvisí s dovedností, a kritizuje jej za nedostatek přesvědčivé hry. 